# 2014 AA

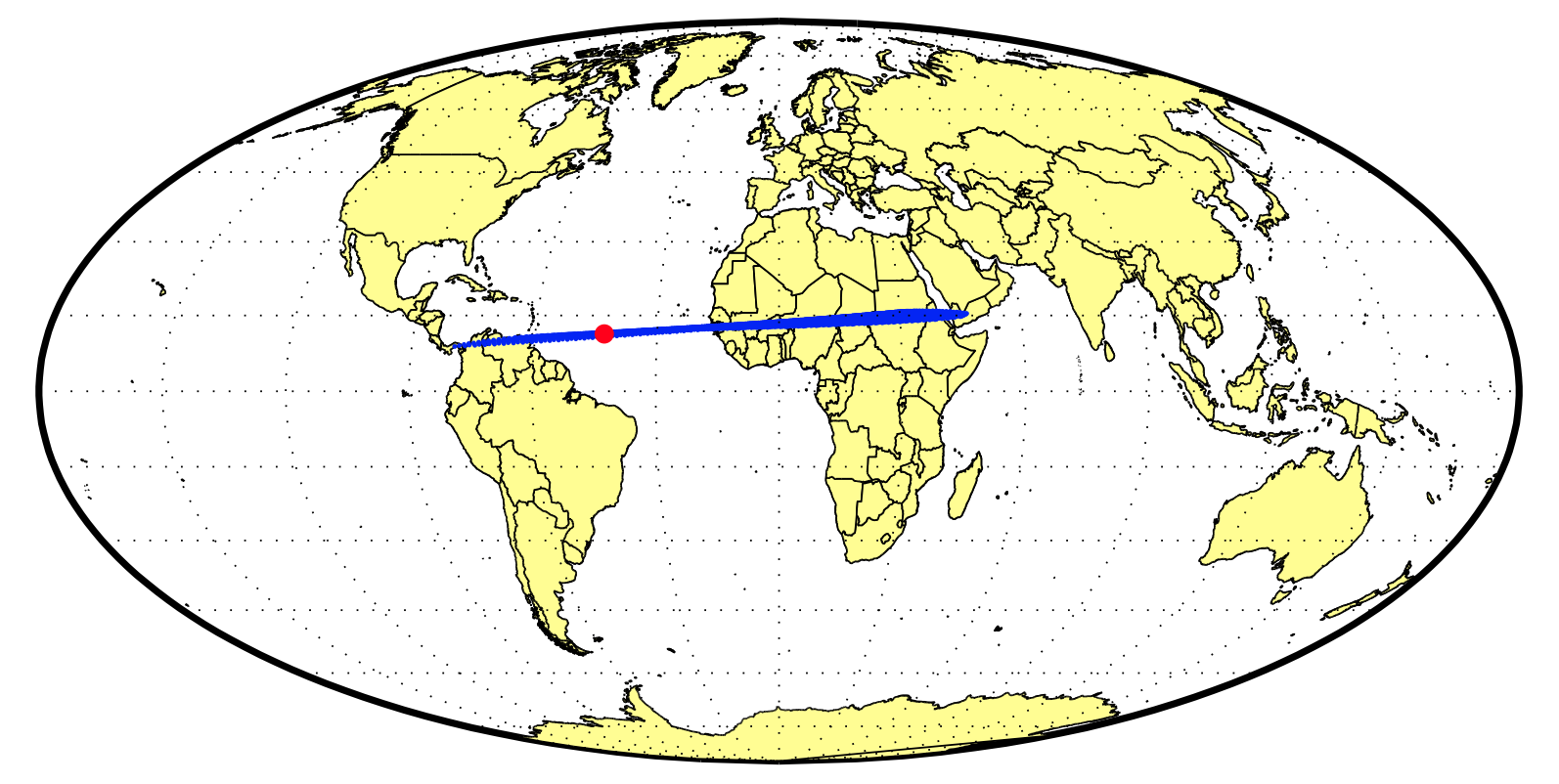
Можливе розташування впливу навколоземного астероїда 2014 АА, основане на інфразвукових даних з Організації Договору про всеосяжну заборону ядерних випробувань.

2014 AA — астероїд, виявлений вранці 1 січня 2014 року на американській обсерваторії Маунт-Леммон . Орієнтовний діаметр — (2—3)—5 м, що менше розміру челябінського метеорита (лютий 2013 року). Стандартна зоряна величина об'єкта становила 30,9H.
1 січня 2014 р. після серії вимірів було встановлено, що через добу об'єкт має впасти на Землю. Центр малих планет Міжнародного астрономічного союзу повідомив, що 2014 АА увійшов в атмосферу Землі 2 січня приблизно о 4:50 за Гринвічем (6:50 за Києвом). В атмосфері Землі небесне тіло повністю зруйнувалося. Згідно з розрахунками Стівена Чеслі з Лабораторії реактивного руху НАСА, імовірний район падіння простягається від центральної Америки до східної Африки.
Імовірно, вибух астероїда 2014 АА зафіксували три інфразвукові станції Організації всеосяжної заборони ядерних випробувань (повідомлення журналу Sky & Telescope, за словами Пітера Брауна з канадського Університету Західного Онтаріо). Потужність вибуху становила від 500 до 1 тисячі тонн у тротиловому еквіваленті.
Координати точки вибуху: 40° зх. д., 12° пн. ш., це місце в Атлантичному океані, приблизно за 3 тис. км на схід від Каракаса.